# Yuri Ermakov
Yuri Ermakov (Ucrania, 3 de septiembre de 1970) es un gimnasta artístico ucraniano, medallista de bronce mundial en 1994 en el concurso por equipos.

## Carrera deportiva
En el Mundial de Dortmund 1994 gana la medalla de bronce en el concurso por equipos, tras China (oro) y Rusia (plata), siendo sus compañeros de equipo: Rustam Charipov, Igor Korobchinski, Vitaly Marinich, Grigori Misutin, Vladimir Shamenko y Andrei Stepanchenko.